# Vanessa (film, 1977)
Pour les articles homonymes, voir Vanessa.
Pour plus de détails, voir Fiche technique et Distribution.
Vanessa est un film allemand réalisé par Hubert Frank entre décembre 1975 et janvier 1976, mais sorti en 1977. 

## Synopsis
Vanessa (Olivia Pascal) a été élevée dans un couvent après la mort de ses parents ...

## Fiche technique
- Titre : Vanessa
- Réalisation : Hubert Frank
- Scénario : Kurt Nachmann (crédité comme Joos De Ridder)
- Producteur : Karl Spiehs
- Production : Lisa-Film
- Musique : Gerhard Heinz
- Montage : Mimi Werkmann, Eva Zeyn
- Durée : 91 minutes (1 h 31)
- Pays d'origine :  Allemagne de l'Ouest
- Langue : Allemand
- Lieux de tournage :
  - Hong Kong, Chine
  - Kufstein, Tyrol, Autriche
  - Thaïlande
- Sortie :
  -  Allemagne de l'Ouest : 10 mars 1977
  -  États-Unis : avril 1977
  -  Finlande : 4 avril 1977
  -  Portugal : 13 mai 1977
  -  France : 18 mai 1977
  -  Danemark : 27 juin 1977
  -  Brésil : 17 novembre 1980

## Distribution
- Olivia Pascal : Vanessa Anden
- Anton Diffring : Major Kenneth Cooper (crédité comme Anthony Diffring)
- Günter Clemens : Adrian Dijon
- Uschi Zech : Jackie
- Eva Eden : Clé Cooper
- Henry Heller
- Eva Leuze : Tai-Neh
- Astrid Boner : Oberin (créditée comme Astrid Bohner)
- Gisela Krauss : Hilda
- Peter M. Krueger (crédité comme Peter M. Krüger)
- Tom Garven : Prinz Bandor